# Scrapter ruficornis
Scrapter ruficornis là một loài Hymenoptera trong họ Colletidae. Loài này được Cockerell mô tả khoa học năm 1916.